# هنري ليفينغستون جونيور
هنري ليفينغستون جونيور (بالإنجليزية: Henry Livingston, Jr.)‏ هو كاتب وقاضي وشخصية أعمال وشاعر أمريكي، ولد في 13 أكتوبر 1748 في بكبسي في الولايات المتحدة، وتوفي بنفس المكان في 29 فبراير 1828.